# Premier ministre du Burundi
Le Premier ministre du Burundi est le chef du gouvernement de la république du Burundi, un État d'Afrique de l'Est. La fonction est créée en 1961, mais est abolie à quelques reprises pendant plusieurs années depuis sa création.
En effet, la fonction est abolie à quatre reprises, soit de 1966 à 1972, de 1973 à 1976, de 1978 à 1988 et de 1998 à 2020. La nomination d'Alain-Guillaume Bunyoni en juin 2020 met fin au plus long intermède dans lequel le Burundi est dépourvu de chef de gouvernement,.  
Au total, seize personnes ont exercé, au fil du temps, la fonction de Premier ministre du Burundi (sans compter un premier ministre intérimaire). En outre, deux personnes, Pierre Ngendandumwe et Albin Nyamoya, ont servi à ce poste à deux reprises non consécutives.

## Rôle
Tel qu'énoncé dans la constitution du Burundi de 2005, le Premier ministre du Burundi agit comme chef du gouvernement du Burundi et coordonne ses activités. Il est nommé par le président de la République, après approbation préalable de sa candidature par l'Assemblée nationale et le Sénat du Burundi.  
Pour accéder à cette fonction, il doit uniquement être de nationalité burundaise d'origine. 
Le Premier ministre, ainsi que ses ministres, sont solidairement responsables devant le président burundais. L'ensemble du gouvernement, dirigé par le Premier ministre doit mettre en œuvre la politique de la nation, telle que définie par le pouvoir présidentiel. Si le Premier ministre démissionne, cela entraîne la démission de l'ensemble de son gouvernement. 
Le Premier ministre et ses ministres sont notamment chargés de délibérer sur la politique générale de l'État, les projets de traités et accords internationaux, les projets de lois, les projets de décrets présidentiels, les projets d'arrêtés du premier ministre et les projets d'ordonnances des ministres ayant un caractère de réglementation générale. 
Aussi, le Premier ministre et ses ministres doivent effectuer ou proposer les nominations dans l'administration gouvernementale et aux postes diplomatiques.

## Liste
Le tableau suivant présente les titulaires au poste de premier ministre du Burundi, nonobstant son statut et sa forme politique. Seul Pié Masumbuko occupe la fonction de façon intérimaire en 1965.
| N°                                                       | Nom (Naissance–Mort)                                     | Mandat                                                   | Mandat                                                   | Mandat                                                   | Ethnie                                                   | Parti politique                                          | Chef d'État                                              |
| N°                                                       | Nom (Naissance–Mort)                                     | Début                                                    | Fin                                                      | Durée                                                    | Ethnie                                                   | Parti politique                                          | Chef d'État                                              |
| Royaume du Burundi (en tant que partie du Ruanda-Urundi) | Royaume du Burundi (en tant que partie du Ruanda-Urundi) | Royaume du Burundi (en tant que partie du Ruanda-Urundi) | Royaume du Burundi (en tant que partie du Ruanda-Urundi) | Royaume du Burundi (en tant que partie du Ruanda-Urundi) | Royaume du Burundi (en tant que partie du Ruanda-Urundi) | Royaume du Burundi (en tant que partie du Ruanda-Urundi) | Royaume du Burundi (en tant que partie du Ruanda-Urundi) |
| -------------------------------------------------------- | -------------------------------------------------------- | -------------------------------------------------------- | -------------------------------------------------------- | -------------------------------------------------------- | -------------------------------------------------------- | -------------------------------------------------------- | -------------------------------------------------------- |
| 1                                                        | Joseph Cimpaye (1932–1972)                               | 26 janvier 1961                                          | 28 septembre 1961                                        | 245 jours                                                | Hutu                                                     | UPP                                                      | Mwambutsa IV                                             |
| 2                                                        | Louis Rwagasore (1932–1961)                              | 28 septembre 1961                                        | 13 octobre 1961 (assassiné)                              | 15 jours                                                 | Tutsi                                                    | UPRONA                                                   | Mwambutsa IV                                             |
| 3                                                        | André Muhirwa (1920–2003)                                | 20 octobre 1961                                          | 1 juillet 1962                                           | 254 jours                                                | Ganwa                                                    | UPRONA                                                   | Mwambutsa IV                                             |
| Royaume du Burundi (en tant que pays indépendant)        |                                                          |                                                          |                                                          |                                                          |                                                          |                                                          |                                                          |
| (3)                                                      | André Muhirwa (1920–2003)                                | 1 juillet 1962                                           | 10 juin 1963                                             | 344 jours                                                | Ganwa                                                    | UPRONA                                                   | Mwambutsa IV                                             |
| 4                                                        | Pierre Ngendandumwe (1930–1965)                          | 18 juin 1963                                             | 6 avril 1964                                             | 293 jours                                                | Hutu                                                     | UPRONA                                                   | Mwambutsa IV                                             |
| 5                                                        | Albin Nyamoya (1924–2001)                                | 6 avril 1964                                             | 7 janvier 1965                                           | 276 jours                                                | Hutu                                                     | UPRONA                                                   | Mwambutsa IV                                             |
| (4)                                                      | Pierre Ngendandumwe (1930–1965)                          | 7 janvier 1965                                           | 15 janvier 1965 (assassiné)                              | 8 jours                                                  | Hutu                                                     | UPRONA                                                   | Mwambutsa IV                                             |
| –                                                        | Pié Masumbuko (1931–)                                    | 15 janvier 1965                                          | 26 janvier 1965                                          | 11 jours                                                 | Tutsi                                                    | UPRONA                                                   | Mwambutsa IV                                             |
| 6                                                        | Joseph Bamina (1925–1965)                                | 26 janvier 1965                                          | 30 septembre 1965                                        | 247 jours                                                | Hutu                                                     | UPRONA                                                   | Mwambutsa IV                                             |
| 7                                                        | Léopold Biha (1919–2003)                                 | 13 octobre 1965                                          | 8 juillet 1966 (chassé du pouvoir)                       | 268 jours                                                | Ganwa                                                    | UPRONA                                                   | Mwambutsa IV                                             |
| 8                                                        | Michel Micombero (1940–1983)                             | 11 juillet 1966                                          | 28 novembre 1966 (devient président)                     | 140 jours                                                | Tutsi                                                    | Militaire / UPRONA                                       | Ntare V                                                  |
| République du Burundi                                    |                                                          |                                                          |                                                          |                                                          |                                                          |                                                          |                                                          |
| Poste aboli (28 novembre 1966 – 15 juillet 1972)         |                                                          |                                                          |                                                          |                                                          |                                                          |                                                          |                                                          |
| (5)                                                      | Albin Nyamoya (1924–2001)                                | 15 juillet 1972                                          | 5 juin 1973                                              | 325 jours                                                | Hutu                                                     | UPRONA                                                   | Micombero                                                |
| Poste aboli (5 juin 1973 – 12 novembre 1976)             |                                                          |                                                          |                                                          |                                                          |                                                          |                                                          |                                                          |
| 9                                                        | Édouard Nzambimana (1945–2015)                           | 12 novembre 1976                                         | 13 octobre 1978                                          | 1 an, 335 jours                                          | Tutsi                                                    | UPRONA                                                   | Bagaza                                                   |
| Poste aboli (13 octobre 1978 – 19 octobre 1988)          |                                                          |                                                          |                                                          |                                                          |                                                          |                                                          |                                                          |
| 10                                                       | Adrien Sibomana (né en 1953)                             | 19 octobre 1988                                          | 10 juillet 1993                                          | 4 ans, 264 jours                                         | Hutu                                                     | UPRONA                                                   | Buyoya                                                   |
| 11                                                       | Sylvie Kinigi (née en 1953)                              | 10 juillet 1993                                          | 7 février 1994                                           | 212 jours                                                | Tutsi                                                    | UPRONA                                                   | Ndadaye Elle-même Ntaryamira                             |
| 12                                                       | Anatole Kanyenkiko (né en 1952)                          | 7 février 1994                                           | 22 février 1995                                          | 1 an, 15 jours                                           | Tutsi                                                    | UPRONA                                                   | Ntaryamira Ntibantunganya                                |
| 13                                                       | Antoine Nduwayo (né en 1942)                             | 22 février 1995                                          | 31 juillet 1996                                          | 1 an, 160 jours                                          | Tutsi                                                    | UPRONA                                                   | Ntibantunganya                                           |
| 14                                                       | Pascal-Firmin Ndimira (né en 1956)                       | 31 juillet 1996                                          | 12 juin 1998                                             | 1 an, 316 jours                                          | Hutu                                                     | UPRONA                                                   | Buyoya                                                   |
| Poste aboli (12 juin 1998 – 23 juin 2020)                |                                                          |                                                          |                                                          |                                                          |                                                          |                                                          |                                                          |
| 15                                                       | Alain-Guillaume Bunyoni (né en 1972)                     | 23 juin 2020                                             | 7 septembre 2022                                         | 2 ans, 76 jours                                          | Hutu                                                     | CNDD–FDD                                                 | Ndayishimiye                                             |
| 16                                                       | Gervais Ndirakobuca (né en 1970)                         | 7 septembre 2022                                         | 5 août 2025                                              | 2 ans, 332 jours                                         | Hutu                                                     | CNDD–FDD                                                 | Ndayishimiye                                             |
| 17                                                       | Nestor Ntahontuye                                        | 5 août 2025                                              | En fonction                                              | moins d’un jour                                          | Hutu                                                     | CNDD–FDD                                                 | Ndayishimiye                                             |